# Gigantura
Gigantura é um género de peixes abissais, são os únicos membros da família dos Giganturidae (Giganturídeos), que por sua vez se subsumem na ordem dos Aulopiformes.

## Etimologia

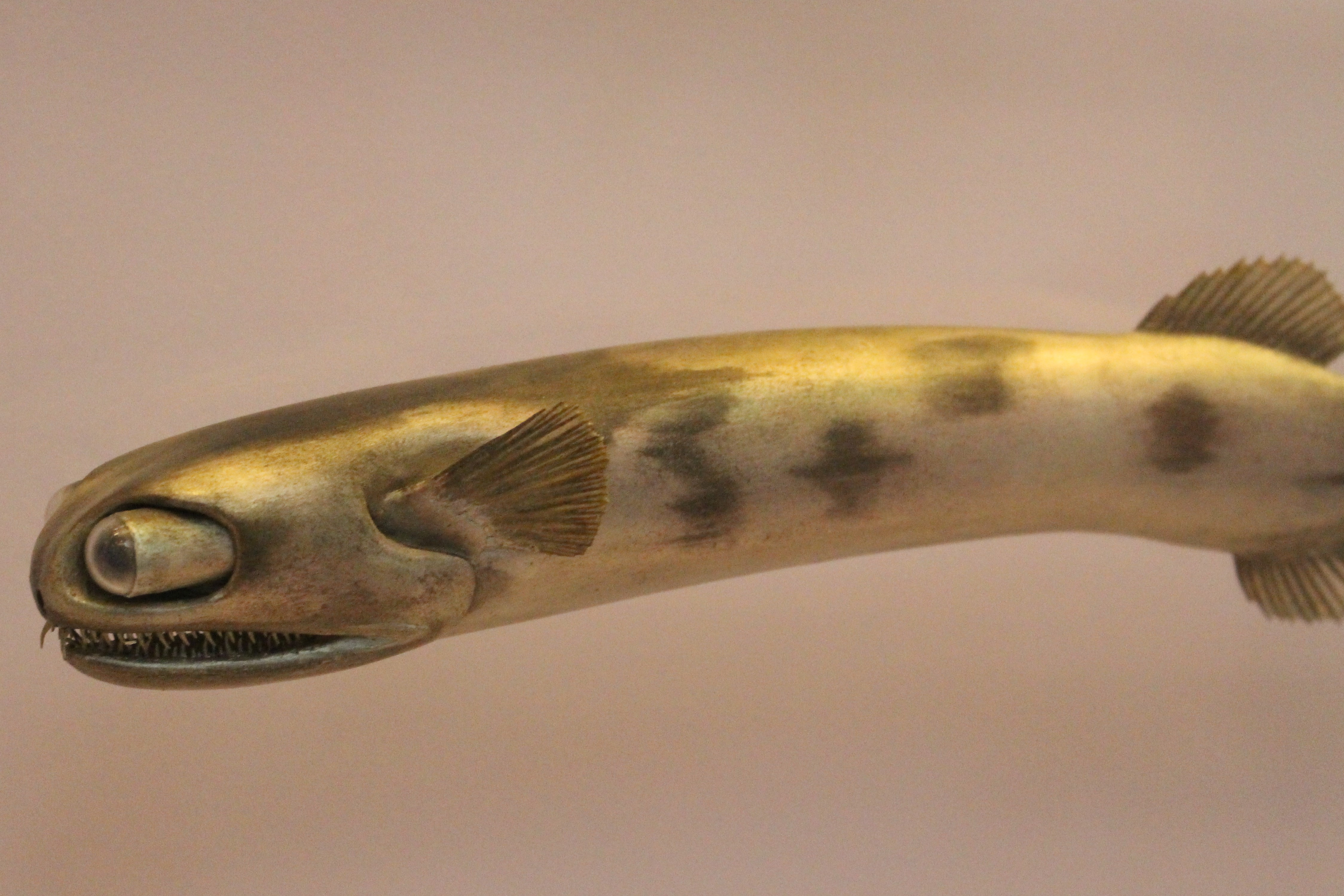
Representação de um espécime de Gigantura chuni

Do que toca ao nome científico, nomeadamente o nome genérico, Gigantura, este provém da aglutinação do étimo latino «Gĭgas; Gĭgantēus», que significa "gigante" ou "gigantesco", com o sufixo grego antigo «οὐρά» (ouras), que significa "cauda".

## Taxonomia
Este género foi descrito pela primeira vez pelo biólogo alemão, August Brauer, em 1901.

### Espécies
Conhecem-se 2 espécies, no âmbito deste género:
- Gigantura gracilis Regan, 1924. também conhecida como Gigantura indica Brauer, 1901 (sinónimo)
- Gigantura vorax Regan, 1925 também conhecida como as Gigantura chuni Brauer, 1901 (sinónimo)